# Ebner-Eschenbach-Preis
Der Ebner-Eschenbach-Preis war der erste Literaturpreis, der nur an Frauen verliehen wurde. Er wurde von 1911 bis 1933 vergeben.

## Geschichte
1910 gründete Anton Bettelheim anlässlich des 80. Geburtstages von Marie von Ebner-Eschenbach einen Ebner-Eschenbach-Fonds. Für diesen sammelte er 20.000 Goldkronen von über 500 Spendern, darunter den Fürsten von Schwarzenberg.
Marie von Ebner-Eschenbach entschied sich, von den Zinsen den Ebner-Eschenbach-Preis zu stiften. Dieser sollte jedes Jahr zu ihrem Geburtstag für besondere literarische Leistungen vergeben werden. Die Jury stellte die Wiener Zweigstelle der Schillerstiftung, unterstützt vom Presseclub Concordia.
1911 erfolgte die erste Preisverleihung, 1933 die letzte.

## Preisträger (Auswahl)
- 1911 Isolde Kurz
- 1912 Emilie Mataja (Pseudonym Emil Marriot)
- 1913 Hermine Villinger
- 1914 Enrica von Handel-Mazzetti
- 1915 Helene Böhlau
- 1916 Marie Eugenie Delle Grazie, für Das Buch der Liebe
- 1919 Hermine Cloeter
- 1920 Erika Spann-Rheinsch
- 1921 Lulu von Strauß und Torney
- 1924 Auguste Supper
- 1926 Dora von Stockert-Meynert
- 1928 Paula Grogger[1]
- 1933 Dolores Viesèr